# Уил Хънт
Уил Хънт (на английски: Will Hunt) е американски барабанист, свирил в много групи, включително Еванесънс (настояще), Skrape, Dark New Day, Black Label Society и Device.
Хънт се включва в Еванесънс през май 2007 г., като заместник на напусналия Роки Грей, и взима участие в турнето на групата за албума The Open Door.

## Сет
Хънт използва барабани „Пърл“, палки „Ватер“ и чинели „Зилджан“.